# Флория Капсали
Флория Капсали (на румънски: Floria Capsali) е видна румънска балерина, балетмайсторка и балетна педагожка.

## Биография
Капсали е родена на 25 февруари 1900 година в Битоля, тогава в Османската империя, в арумънско семейство. Започва да учи актьорско майсторство под ръководството на братовчед си Йон Манолеску. От 13-годишна учи балет в Букурещ, след това в продължение на девет години учи в Париж заедно при Енрико Чекети и Николай Легат, като в същото време изучава история на изкуството в Сорбоната.
Връща се в Румъния в 1922 година и участва в балетни спектакли по своя хореография. В 1923 година дебютира като хореограф, поставяйки танци за комедията на Шекспир „Сън в лятна нощ“. В 1927 година участва в работата по изучаването на румънския народен танц. До 1938 година гастролира като балерина в Германия, Чехословакия, Франция, Гърция, Югославия. В 1938 година оглавява балетната трупа на Националната опера. От 30-те години интензивно се занимава с преподаване, като създава собствено училище. По-късно ръководи Висшето училище по хореография, което през 1998 година получава нейното име. Сред учениците на Капсали са Габриел Попеску и Марилена Галасова. Обявена е за заслужил артист на Социалистическа република Румъния в 1967 година.
Първият ѝ съпруг (1926—1933) е скулпторът Мак Константинеску, а вторият - балетистът Митице Думитреску.